# كلورو بكتيريا
كلورو بكتيريا (بالإنجليزية: Chlorobacteria)‏ هي شعبة من البكتيريا، تحتوي على مجموعة عزلات هوائية محبة للحرارة متنوعة من حيث المظهر.